# اس‌ام یو-۱۰۷
اس‌ام یو-۱۰۷ (به انگلیسی: SM U-107) یک زیردریایی بود که طول آن ۷۰٫۶۰ متر (۲۳۱٫۶ فوت) بود. این زیردریایی در سال ۱۹۱۷ ساخته شد.